# فرودگاه هپدال
فرودگاه هپدال (به انگلیسی: Hopedale Airport) یک فرودگاه همگانی با کد یاتا YHO است که یک باند فرود شن دارد و طول باند آن ۷۶۲ متر است. این فرودگاه در کشور کانادا قرار دارد و در ارتفاع ۱۴ متری از سطح دریا واقع شده‌است.

## شرکت‌های هواپیمایی و مقصدهای پروازی
| شرکت‌های هواپیمایی | مقصدهای پروازی                                       |
| ----------------- | ---------------------------------------------------- |
| پروونشل ایرلاینز  | سی‌اف‌بی گوس بی، مکوویک، نین، ناتواشیش، پستویل، ریگولت |

All commercial flights out of Hopedale Airport are اجرا توسط de Havilland DHC-6 Twin Otter 19-seat aircraft.